# John Huxham
John Huxham (n. 1692, Totnes, Devon, Regatul Angliei – d. 10 august 1768, Plymouth, Anglia, Regatul Marii Britanii) a fost medic și chirurg britanic, celebru pentru contribuțiile sale în studiul bolilor infecțioase.

## Biografie
John Huxham s-a născut în 1672 la Totnes, lângă Devon. A studiat la "școala de gramatică" a lui Newton Abbot, apoi la Academia din Exeter, Universitatea din Leiden și în sfârșit la cea din Reims.
Se întoarce la Totnes și începe să practice medicina într-o localitate de lângă Plymouth, South West England. Devine treptat unul dintre cei mai buni medici ai orașului.

## Contribuții
Omul de știință englez James Jurin (1684-1750) îl însărcinează pe Huxham, în 1724, cu măsurarea datelor meteorologice (presiune, temperatură, volum de precipitații, direcția și intensitatea vântului), să la treacă în registre pe care să le trimită anual pentru păstrare și analizare.
Huxam, pe lângă acest lucru, colectează și datele epidemiologice în perioada 1728 - 1748. Aceste înregistrări sunt publicate în două volume.
În 1750 publică lucrarea Essay on Fevers. Aici adună toate observațiile și concluziile sale privind bolile contagioase. Ca prevenire, susține metoda inoculării, metodă ce avea să fie consfințită abia în 1796 de Edward Jenner.
Huxham studiază și problemele medicale specifice marinarilor. Observă că, la întoarcerea din călătorie, bolile acestora se vindecă mai repede dacă au consumat fructe. Mai ales în cazul scorbutului acest lucru devine clar. Astfel la propunerea lui Huxham, chirurgul James Lind efectuează, în 1747 primul experiment controlat din istoria științei:
Având 12 cazuri de scorbut, administrează persoanelor respective cantități diferite de portocale, lămâi, cidru, oțet. Rezultatul l-a publicat într-un Tratat asupra scorbutului (1753).
John Huxham publică și el aceste rezultate într-un eseu. Cum însă aceste rămân uitate, abia în 1795 (deci după moartea lui Huxham) Marina Britanică adoptă ca aliment standard lămâile verzi ca factor de prevenire a scorbutului.
John Huxham rămâne în istoria medicinei ca promotor al metodei experimentale.
De asemenea, pentru studiile efectuate asupra stibiului, primește Medalia Copley (1755).

### Scrieri
- 1756: Medical and chemical observations upon antimony,  Londra, J. Hinton
- 1757: A dissertation on the malignant, ulcerous sore-throat, Londra, J. Hinton
- 1757: An essay on fevers: To which is now added, A dissertation on the malignant, ulcerous sore-throat, Londra, J. Hinton
- 1759: Observations on the air and epidemic diseases from the year MDCCXXVIII. to MDCCXXXVII, Londra, J. Hinton
- 1764: An essay on fevers: To which is now added, A dissertation on the malignant, ulcerous sore-throat, Londra, J. Hinton
- 1779: An essay on fevers: To which is now added, a dissertation on the malignant, ulcerous sore-throat, Londra, J. Hinton